# دوستی (فیلم ۲۰۲۰)
 دوستی (به انگلیسی: Friendsgiving) فیلمی محصول سال ۲۰۲۰ و به کارگردانی نیکول پائونه است. در این فیلم بازیگرانی همچون مالین اکرمان، کت دنینگز، آیشا تایلر، چلسی پرتی، کریستین تیلور، جین سیمور، دیون کول، واندا سایکس، مارگارت چو، فورچون فیمستر، جک دانلی، رایان هانسن، اندرو سانتینو، دانا دی‌لورنزو، رز ابدو و جو لاندو ایفای نقش کرده‌اند.